# أوتيس دوغلاس
أوتيس دوغلاس (بالإنجليزية: Otis Douglas)‏ هو لاعب كرة قدم أمريكية أمريكي، ولد في 25 يوليو 1911 في Reedville, Virginia ‏ في الولايات المتحدة، وتوفي في 21 مارس 1989.

## وصلات خارجية
- أوتيس دوغلاس على موقع مرجع كرة القدم المحترفة.كوم (الإنجليزية)